# Viola Poley
Viola Poley, född den 13 april 1955 i Berlin i Tyskland, är en östtysk roddare.
Hon tog OS-guld i scullerfyra i samband med de olympiska roddtävlingarna 1976 i Montréal.